# Retten til ernæring
Retten til mad (Retten til en passende ernæring eller Retten til frihed for sult (frihed for hunger)) er en menneskerettighed, der blandt andet er beskyttet i FN's Verdenserklæring om Menneskerettighederne fra 1948 og i FN's konvention fra 1966 om økonomiske, sociale og kulturelle menneskerettigheder.

## Verdenserklæringen fra 1948
I FN's Verdenserklæring om Menneskerettighederne hedder det i artikel 25, stk. 1:
Enhver har ret til en sådan levefod, som er tilstrækkelig til hans og hans families sundhed og velvære, herunder til føde, klæder, bolig og lægehjælp og de nødvendige sociale goder og ret til tryghed i tilfælde af arbejdsløshed, sygdom, uarbejdsdygtighed, enkestand, alderdom eller andet tab af fortjenstmulighed under omstændigheder, der ikke er selvforskyldt.

## Konventionen fra 1966
FN's konvention fra 1966 om økonomiske, sociale og kulturelle menneskerettigheder trådte i kraft i 1976. I konventionens artikel 11, stk. 1 hedder det:
De i denne konvention deltagende stater anerkender ethvert menneskes ret til en levefod, som er tilstrækkelig for vedkommende selv og vedkommendes familie, herunder passende ernæring, beklædning og bolig og til fortsat forbedring af vedkommendes levevilkår. De deltagende stater vil træffe passende foranstaltninger til at sikre virkeliggørelsen af denne ret, idet de anerkender, at internationalt samarbejde på frivilligt grundlag er af væsentlig betydning i denne henseende.
I konventionens artikel 11, stk. 2 hedder det:
De i denne konvention deltagende stater, som anerkender ethvert menneskes grundlæggende ret til frihed for sult, skal, hver især og gennem internationalt samarbejde, træffe nødvendige foranstaltninger, herunder udarbejdelse af konkrete planer til
a) at forbedre metoderne til fremstilling, opbevaring og fordeling af fødevarer gennem fuld udnyttelse af den tekniske og videnskabelige viden, gennem udbredelse af kendskab til ernæringsprincipper og gennem udvikling eller omformning af landbrugets metoder på en sådan måde, at der opnås den mest effektive udvikling og udnyttelse af naturrigdommene;
b) at sikre en retfærdig fordeling af verdens fødevareforsyninger i forhold til behov under hensyntagen til såvel fødevareimporterende som fødevareeksporterende landes problemer.